# 塞尔维亚天文学
塞尔维亚天文学的发展水平主要取决于该国的经济水平。茲韋茲達拉的贝尔格莱德天文台修建于1887年，是塞尔维亚最古老的科研机构之一。塞尔维亚亦在1935年加入了國際天文聯會。

## 特点
迄今为止，贝尔格莱德天文台仍然是塞尔维亚唯一的专业观测站。该天文台有八台专门的天文望远镜，并正在普羅庫普列附近建立分台。除贝尔格莱德天文台外，还有几个位于公共设施和大学中的，规模较小的观测站：比如贝尔格莱德的帝国之门、诺维萨德天文台及克拉古耶瓦茨的柏勒洛丰天文台。塞尔维亚有两座天文博物馆，一所位于贝尔格莱德，另一所位于诺维萨德。
塞尔维亚的中小学将天文学夹杂在其他课程中教授，派特尼萨科学中心在天文学的教学中起到了重要作用。目前，有五所塞尔维亚大学（贝尔格莱德大学、诺维萨德大学、克拉古耶瓦茨大学、尼什大学及普里什蒂纳大学）有天文学这一专业。目前有242位天文学家毕业于贝尔格莱德大学，6位毕业于诺维萨德大学，以及4位留学回国者。
塞尔维亚国内出版了数本专门研究天文学的期刊：如《Astronomija》（已停刊）及《Vasiona》。著名的《塞尔维亚天文期刊》创刊于1936年。
目前，塞尔维亚有17个業餘天文學协会，其中最古老的是魯杰爾·博斯科维奇天文协会。